# Hornsgatan 132

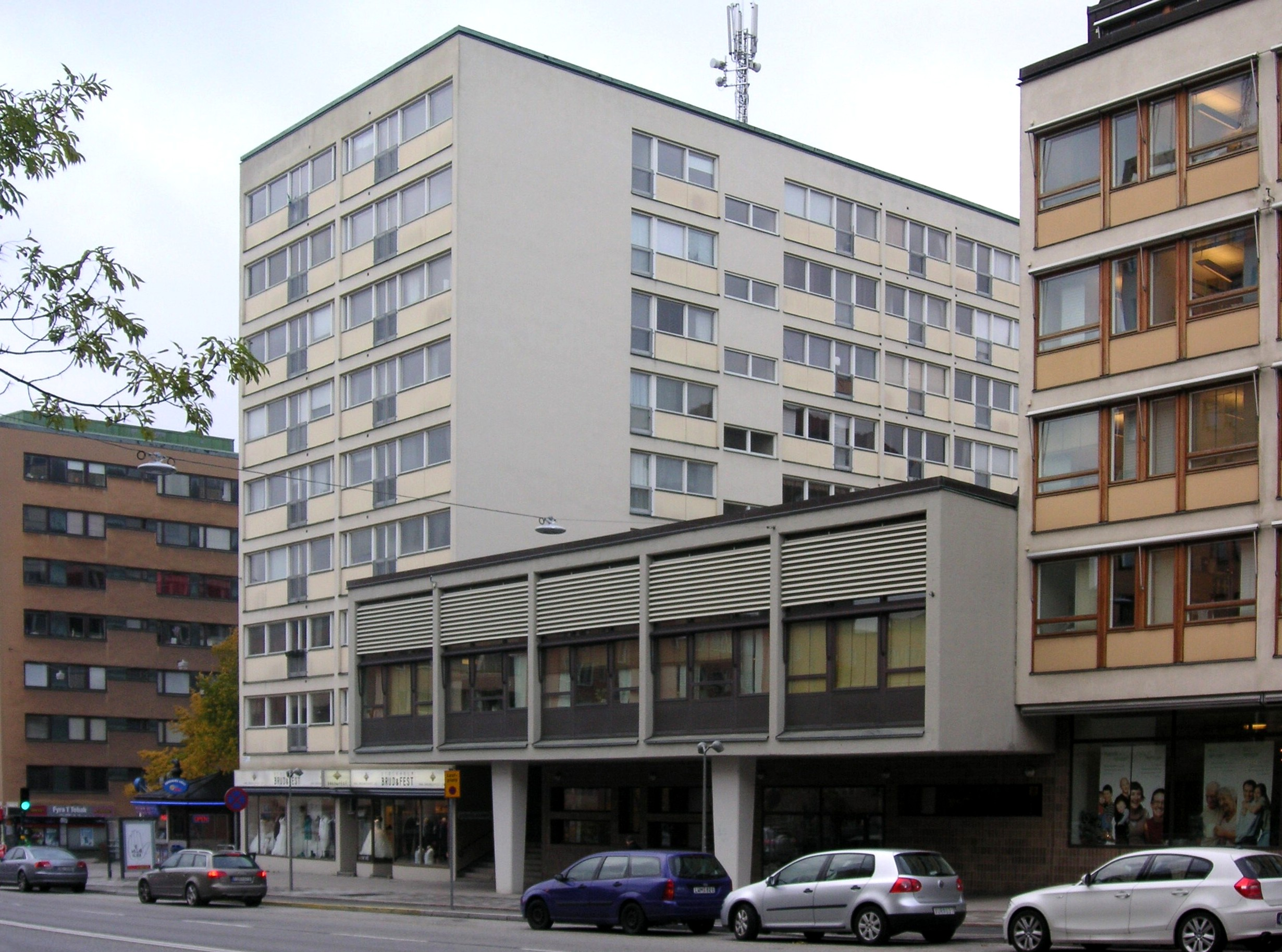
Hornsgatan 132, vy mot väst.

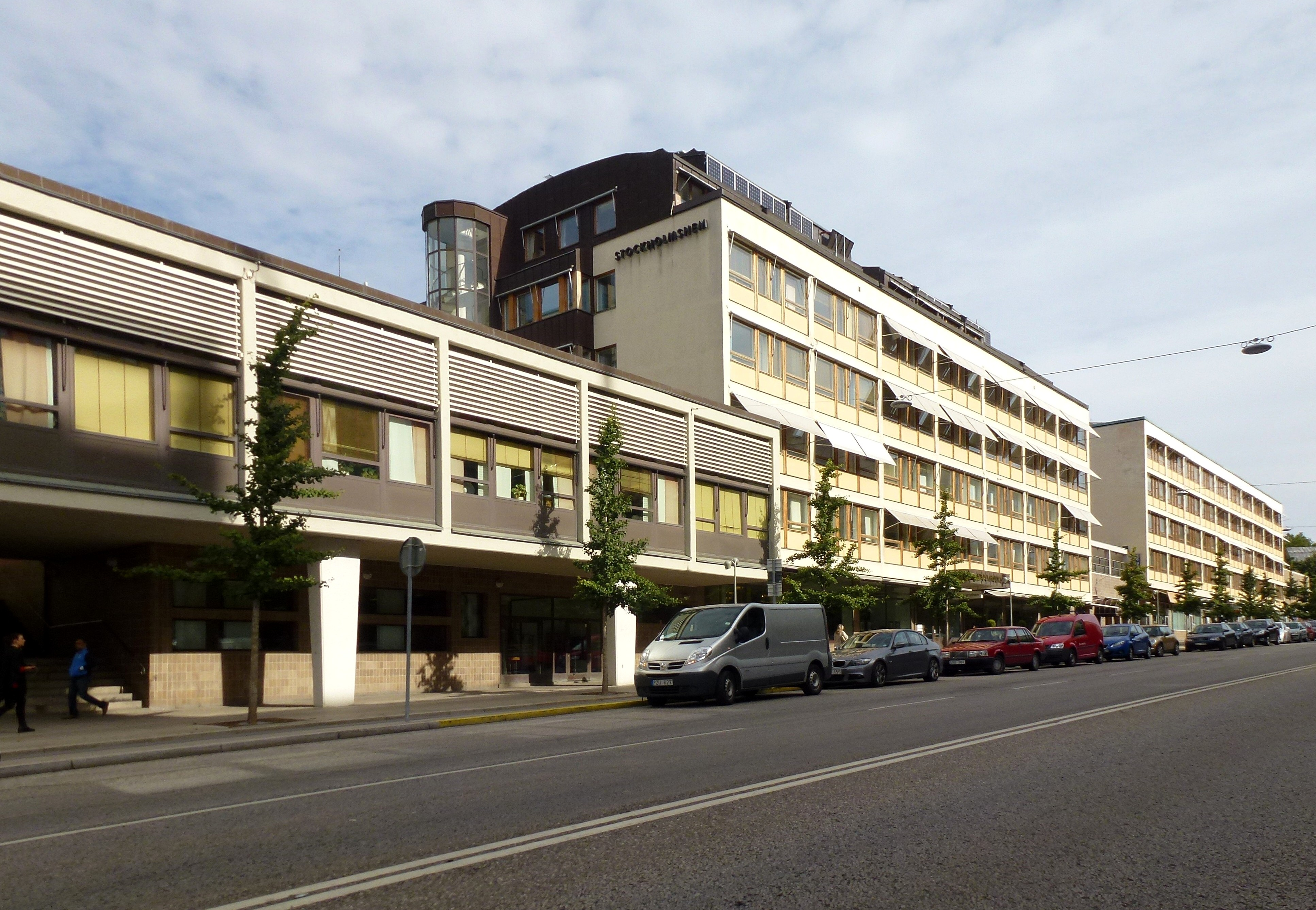
Vy mot ost.

Hornsgatan 132 är ett byggnadskomplex med bostäder för sjuksköterskor vid Hornsgatan på Södermalm i Stockholm, vilket ritades 1955-1956 av arkitekt Lennart Tham.

## Beskrivning
Byggnadskomplexet består av en niovånings höghusdel med gavelsidan mot Hornsgatan och långsidan mot Kristinehovsgatan samt en karakteristisk lågdel som med hjälp av på två pelare kragar ut över gångbanan vid Hornsgatan. Lågdelen innehåller ett bibliotek och i högdelen finns 150 enrumslägenheter med sovalkov och matplats. 
Lägenheterna nås från en lång mittkorridor i varje våningsplan. I bottenvåningen finns butiker. Tham gestaltade fasaderna genom utfackningar med fönster, fönsterdörr och fönsterbröstning i varje fack som motsvarar en bostadsmodul.